# رابرت ون در هورست
رابرت ون در هورست (انگلیسی: Robert van der Horst؛ زادهٔ ۱۷ اکتبر ۱۹۸۴) بازیکن هاکی روی چمن اهل پادشاهی هلند است.
وی در حال حاضر مربی هاکی روی چمن و است که اولین تیم مردان اورانژ رود را مربیگری می‌کند. 
او در مجموع ۲۷۲ بازی ملی برای تیم ملی هلند انجام داد که او را به هفتمین بازیکن هلندی با بیشترین بازی در تمام دوران تبدیل کرد. او در دوران بین‌المللی خود که از سال ۲۰۰۴ تا ۲۰۱۶ ادامه داشت، ۱۴ گل به ثمر رساند. او مدافع و کاپیتان تیم‌های ملی بود که در المپیک ۲۰۰۸ و ۲۰۱۶ چهارم شد و در سال ۲۰۱۲ به مدال نقره دست یافت . او هاکی باشگاهی برای Oranje Zwart  Rotterdam و Oranje-Rood بازی کرد.